# Клуб Буэна Виста
«Клуб Буэна Виста» (англ. Buena Vista Social Club, 1999) — документальный фильм немецкого режиссёра Вима Вендерса о музыке Кубы. Своё название фильм получил в честь клуба в Гаване, который был средоточием кубинской музыки в 1940-е годы.
В 2000 году фильм был выдвинут на премию «Оскар» в номинации «лучший документальный полнометражный фильм»; получил Европейскую награду в области кино как лучший документальный фильм 1999 года.

## Сюжет
В фильме рассказывается о поездке американского музыканта Рая Кудера, давнего друга Вендерса, на Кубу с целью собрать легендарных кубинских музыкантов для записи альбома (который также получил название «Буэна Виста Сошиал Клаб») и последующих гастролей в США. Несмотря на географическую близость Кубы к США, сообщение между ними запрещено в связи с санкциями США в отношении Кубы, поэтому многие из музыкантов оказываются в Соединённых Штатах впервые. Фильм рассказывает о кубинской музыке, иллюстрирует процесс записи альбома, содержит съёмки их выступления в Амстердаме и нью-йоркском «Карнеги-холле», а также демонстрирует реакцию музыкантов на посещение Нью-Йорка.
Этот фильм, представивший звёзд кубинской музыки, некоторым из которых на момент создания фильма перевалило за 80, сделал проект «Буэна Виста Сошиал Клаб» необычайно популярным во всём мире. Многие из музыкантов, принимавших участие в записи, выпустили свои сольные альбомы, в том числе Ибраим Феррер, Компай Сегундо, Рубен Гонсалес, Элиадес Очоа, Омара Портуондо и др.

## Музыканты, принимавшие участие в съёмках фильма
- Компай Сегундо (Compay Segundo) — вокал и трес;
- Элиадес Очоа (Eliades Ochoa) — вокал и гитара;
- Рай Кудер (Ry Cooder) — слайд-гитара;
- Джоаким Кудер (Joachim Cooder), его сын — перкуссия;
- Ибраим Феррер (Ibrahim Ferrer) — вокал, конги, клаве, бонго;
- Омара Портуондо (Omara Portuondo) — вокал;
- Рубен Гонсалес (Rubén González) — фортепиано;
- Орландо «Качаито» Лопес (Orlando «Cachaito» López) — контрабас;
- Амадито Вальдес (Amadito Valdés) — тимбалы;
- Мануэль «Гуахиро» Мирабаль (Manuel «Guajiro» Mirabal) — труба;
- Барбарито Торрес (Barbarito Torres) — лауд;
- Пио Лейва (Pío Leyva) — вокал;
- Мануэль «Пунтильита» Лисеа (Manuel «Puntillita» Licea) — вокал;
- Хуан де Маркос Гонсалес[исп.] (Juan de Marcos González) — гуиро, дирижёр;
- Мануэль Гальбан (Manuel Galbán) — электрическая гитара.

## Песни из фильма
- «Chan chan» (Francisco Repilado);
- «Silencio» (Rafael Hernández);
- «Chattanooga Choo Choo» (Harry Warren и Mack Gordon);
- «Dos Gardenias» (Isolina Carillo);
- «Veinte años» (Maria Teresa Vera);
- «Y tu que has hecho» (Eusebio Delfin);
- «Black Bottom» (Ray Henderson, Lew Brown и B. G. De Sylva);
- «Canto Siboney» (Ernesto Lecuona);
- «El Carretero» (Guillermito Portulez);
- «Cienfuegos (Tiene su guaguanco)» (Victor Lay);
- «Begin the Beguine» (Cole Porter);
- «Buena Vista Social Club» (Orestes López);
- «Mandinga» (также известная как «Bilongo», Guillermo Rodriguez Fiffe);
- «Candela» (Faustino Oramas);
- «Chanchullo» (Israel «Cachao» López);
- «El cuarto de tula» (Sergo Siaba),
- «Guateque campesino» (Celia Romeo);
- «Nuestra ultima cita» (Forero Esther);
- «Quizás, quizás, quizás» (Oswaldo Farres).